# Chrysopodes placitus
Chrysopodes placitus är en insektsart som först beskrevs av Banks 1908.  Chrysopodes placitus ingår i släktet Chrysopodes och familjen guldögonsländor. Inga underarter finns listade i Catalogue of Life.